# Federazione di baseball e softball dell'Uganda
La Federazione ugandese di baseball e softball (eng. Uganda Baseball and Softball Association, UBASA) è un'organizzazione fondata nel 1989 per governare la pratica del baseball e del softball in Uganda.
Organizza il campionato maschile e di softball femminile, e pone sotto la propria egida la nazionale maschile e di softball femminile.